# Vincenzo Fiorillo
Vincenzo Fiorillo (Gênova, 13 de janeiro de 1990) é um futebolista italiano. Joga atualmente na Pescara.